# رينات داساييف
رينات فايزراخمانوفيتش داساييف، من مواليد 13 يونيو 1957 في أستراخان في الاتحاد السوفيتي السابق، وهو لاعب كرة قدم سوفيتي سابق، وقد اختاره بيليه ضمن قائمة أفضل 125 لاعب حي في مارس 2004.
و قد بدأ مسيرته الكروية مع نادي سبارتاك موسكو، وبعدها انتقل إلى نادي إشبيلية الإسباني وثم اعتزل كرة القدم.
و قد شارك مع منتخب الاتحاد السوفيتي لكرة القدم في كأس العالم لكرة القدم 1982 وكأس العالم لكرة القدم 1986 وكأس العالم لكرة القدم 1990.

## مسيرته الكروية
لعب رينات داساييف خلال مسيرته الاحترافية مع 3 أندية في ثمانية عشر موسمًا ولم يسجل خلالها أي هدف ضمن 451 مباراة. ولم يفز بأي موسم بالكأس وفاز في موسمين بالدوري.
خاض رينات داساييف مسيرته مع FC Volgar Astrakhan ‏ في موسم 1975 واستمر معه طيلة ثلاثة مواسم، مشاركًا في 57 مباراة ولم يسجل أي هدف. ثم انتقل إلى نادي سبارتاك موسكو في موسم 1977 ليلعب معه اثنا عشر موسمًا، حيث شارك في 335 مباراة ولم يسجل أي هدف أيضًا. لينتقل بعدها إلى نادي إشبيلية في موسم 1988–89 واستمر معه طيلة ثلاثة مواسم، مشاركًا في 59 مباراة ولم يسجل أي هدف أيضًا.

## روابط خارجية
- رينات داساييف على موقع الاتحاد الدولي (مؤرشف)  (الإنجليزية)
- رينات داساييف على موقع قاعدة بيانات كرة القدم.إي يو (الإنجليزية)
- رينات داساييف على موقع بيانات كرة القدم. دي إي (الألمانية)
- رينات داساييف على موقع ناشيونال فوتبول تيمز (الإنجليزية)
- رينات داساييف على موقع Soccerway.com (الإنجليزية)
- رينات داساييف على موقع عالم كرة القدم.نت (الإنجليزية)
- رينات داساييف على موقع اللجنة الأولمبية الدولية (الإنجليزية)
- رينات داساييف على موقع أوليمبيديا (الإنجليزية)